# زاوية دهشور
قرية زاوية دهشور هي إحدى القرى التابعة لمركز البدرشين في محافظة الجيزة في جمهورية مصر العربية. حسب إحصاءات سنة 2006، بلغ إجمالي السكان في زاوية دهشور 13937 نسمة، منهم 7322 رجل و6615 امرأة.